# 玛衣河
玛衣河，是中国长江流域的一条河流，汇入松麦河，属于金沙江水系。河长142千米，流域面积2330平方千米，年均流量36立方米每秒。自然落差2280米。水能理论蕴藏量34万千瓦。